# Hofwegbrücke

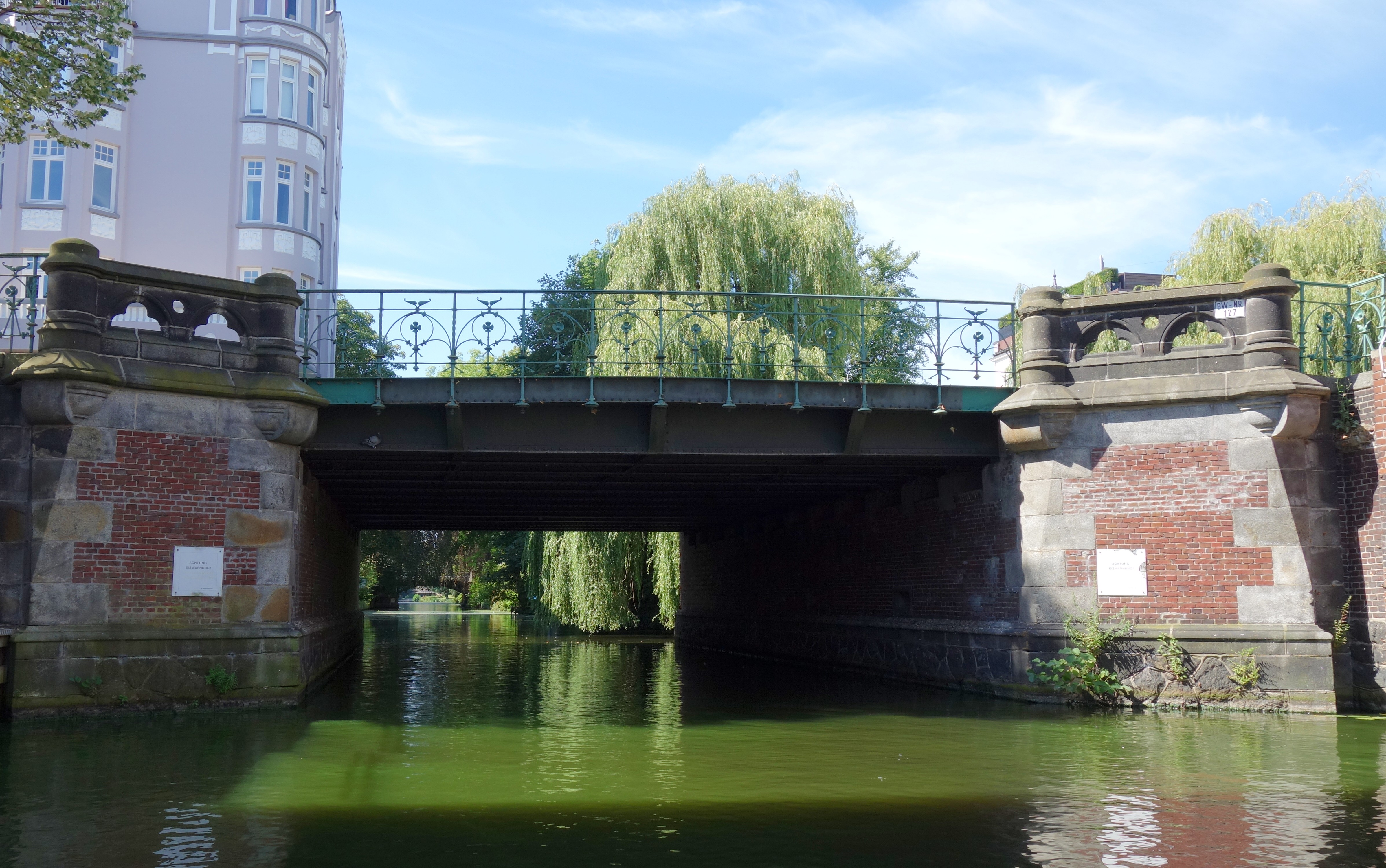
Hofwegbrücke vom Uhlenhorster Kanal aus gesehen

Mit der Hofwegbrücke quert der Hofweg im Hamburger Stadtteil Uhlenhorst den Uhlenhorster Kanal nahe dem Hofwegkanal.
Der Hofweg war als Hauptgeschäftsstraße für die Bewohner der Uhlenhorst konzipiert und führte auf den Uhlenhorster Hof zu, von dem sich der Name der Straße ableitet. Ursprünglich stand an dieser Stelle eine Holzbrücke. Zwischen 1891 und 1895 wurde die Hofwegbrücke, zusammen mit den ebenfalls aus dieser Zeit stammenden Brücken an der Sierichstraße, der Körnerstraße und Am Langenkamp (seit 1948 Poelchaukamp) gegen eiserne Balken- und Bogenbrücken ersetzt.
Die im Jahr 1894 errichtete Balkenbrücke ist mit der Nummer 20969 als Kulturdenkmal in der Denkmalliste der Hamburger Behörde für Kultur und Medien aufgeführt.